# Adriana Libretti
Adriana Libretti (Milano, 20 luglio 1954) è un'attrice, doppiatrice e scrittrice italiana.

## Biografia
Laureata in Filosofia, si è diplomata presso la Scuola di Teatro del Teatro Arsenale di Milano diretta da Kuniaki Ida e Marina Spreafico (Metodo Lecoq) ed è stata allieva della Scuola Nazionale di Drammaturgia di Gioia dei Marsi, diretta da Dacia Maraini.
Come doppiatrice, ha prestato la voce a vari personaggi di cartoni animati, serie televisive, soap-opera e videogiochi. Sua la voce di Castalia ne I Cavalieri dello zodiaco, di Michelle Bauer Santos in Sentieri, di Lucilla in Principessa dai capelli blu, e di Helena Harper in Resident Evil 6.
In qualità di attrice cinematografica è stata la protagonista femminile del film di Angelo Ruta, Animali felici, e compare nel cast di Fuori dal mondo, di Giuseppe Piccioni.
In teatro è stata diretta, tra gli altri, da Kuniaki Ida e Angelo Longoni. Ha inoltre messo in scena spettacoli per il cabaret e per la prosa da lei scritti e interpretati, debuttando al Teatro Arsenale di Milano.

## Teatrografia parziale
- Tutti pronti? Fermi! Click!, regia di Marina Spreafico e Kuniaki Ida Teatro Arsenale, Milano (1978)
- Hieros Gamos,regia di Marina Spreafico e Kuniaki Ida, Teatro Arsenale, Milano (1980)
- Belle balle, di Adriana Libretti, Teatro Arsenale, Milano (1981)
- Valentina, la Cenerentola, adattamento da Perrault, regia di Vera Olivero, Auditorium San Fedele, Milano (1982)
- Necronomicon regia di Angelo Longoni,Teatro Quartiere di piazzale Cuoco, Milano (1982)
- Amate Sponde, di Alberto Arbasino, regia di Flavio Ambrosini, Teatro Piccola Commenda, Milano (1982)
- Post-Hamlet, di Giovanni Testori, regia di Emanuele Banterle, Teatro di Porta Romana, Milano (1983)
- Souvenir, di Adriana Libretti, Teatro Comunale Giovanni Testori, Novate Milanese (1984)
- Un tango da marciapiede di Adriana Libretti, Grand Hotel Pub, Milano (1985)
- Non accadde a San Silvestro, di Luigi Arpini, Teatro Due, Parma (1987)
- Sixty two mesostics Re Merce Cunningham , di John Cage, regia di Kuniaki Ida, Umanitaria, Milano (1988)
- Sto per fare un film, di Adriana Libretti, regia di Claudio Lobbia, Teatro Comunale Giovanni Testori, Novate Milanese (1990)
- Le prostitute, di E.Priwieziencew, regia di Kuniaki Ida, Teatro Greco, Milano (1991)
- Il ritorno dalla villeggiatura di Carlo Goldoni, regia di Silvano Piccardi, Teatro dei Filodrammatici, Milano (1991)
- Gelosia canaglia, di Adriana Libretti, Zelig, Milano (1991)
- Salite di Adriana Libretti, Zelig, Milano (1994)
- Tristezze da mangiare, di Adriana Libretti, Spazio Zazie, Milano (1995)
- Mi parve di sentir cantare, di Adriana Libretti, regia di Giovanni Battista Storti, Teatro Comunale Giovanni Testori, Novate Milanese (2000)
- Di Nicola Malatesta e altre scosse, regia di Alessandro Garzella, Festival di Gioia Vecchio (2002)
- Gli opposti confini dell'angelo, di Rocco D'Onghia,Teatro Edi, Milano (2005)
- Ballando di nascosto, di Angelo Ruta, Teatro Sociale, Como (2008)
- Il ritorno di Klara, di Soazig Aaron, Teatro Arsenale, Milano (2012)
- Parole presenti, di Adriana Libretti, Spazio Banterle, Milano (2020)

## Filmografia
- Animali felici, regia di Angelo Ruta (1997)
- Fuori dal mondo, regia di Giuseppe Piccioni (1998)

## Doppiaggio

### Cinema
- Brendan McNamara in La guerra dei bottoni[8]
- Alexandra Rea-Baum in La piccola principessa[9]

### Televisione
- Tantoo Cardinal (1ª voce) e Andrea Bakkun in La signora del West[10]

### Soap opera e telenovelas
- Rachel Miner, Rebecca Budig, Joie Lenz e Nancy St. Alban in Sentieri[3]

### Serie animate
- Daina in Bentornato Topo Gigio[11]
- Gaia in Dolceluna[12]
- Mary in Pollyanna[13]
- Sheila "Jetta" Burns in Jem[14]
- Margherita in Lovely Sara[15]
- Trombetta in Peter Pan[16]
- Cedric Sneer ne I mille colori dell'allegria[17]
- Barbara Anthington in Robin Hood[18]
- Emi in Teo and Friends[19]
- Principessa Lucilla ne La principessa dai capelli blu[4]
- Tortellino in Occhio ai fantasmi![20]
- Castalia ne I Cavalieri dello zodiaco[2], I Cavalieri dello zodiaco - Saint Seiya - Hades, Saint Seiya - I Cavalieri dello zodiaco[21]
- Azusa Kanzaki in Yoko cacciatrice di demoni
- Cugina Lucy e cugina Cora in Arthur (serie animata)

### Videogiochi
- Helena Harper in Resident Evil 6[5]

## Opere
- Incontri di stagione, Treviglio, Zephyro Edizioni, 2004, ISBN 88-8389-018-3.
- Lettere a un cretino, Brescia, ATì Editore, 2005, ISBN 88-8945-604-3.
- Un dolore senza fissa dimora, Brescia, ATì Editore, 2008, ISBN 978-88-8945-616-3.
- Linfe. Romanzo vegetale, Montecassiano, Vydia Editore, 2012, ISBN 978-88-9737-401-5.
- Parole presenti, Santa Maria Nuova, Le Mezzelane Casa Editrice, 2018, ISBN 978-88-3328-072-1.
- Per quattro regni (almeno), Santa Maria Nuova, Le Mezzelane Casa Editrice, 2018, ISBN 978-88-3328-196-4.
- Scambi, Santa Maria Nuova, Le Mezzelane Casa Editrice, 2020, ISBN 978-88-3328-393-7.
- La conchiglia del tempo, Santa Maria Nuova, Le Mezzelane Casa Editrice, 2022, ISBN 978-88-3328-640-2.